# نورمن داربی‌شایر
نورمن داربی‌شایر، (به انگلیسی: Norman Darbyshire)،(۱۹۲۴–۱۹۹۳) یک افسر اطلاعاتی و جاسوس بریتانیایی بود که برای سازمان اجرایی عملیات ویژه و سرویس اطلاعات مخفی کار می‌کرد. او در کودتای ۲۸ مرداد که منجر به سرنگونی محمد مصدق نخست‌وزیر ایران شد، نقش کلیدی ایفا کرد.
فیلم کودتای ۵۳ به نقش اساسی وی در کودتا می‌پردازد.
او علیرغم سن کمش از سوی ام آی ۶ مسئولیت عملیات را بر عهده گرفته بود، زیرا به زبان فارسی مسلط بود و پیش از این نزدیک به یک دهه را در ایران سپری کرده بود.
شایر که به عنوان دیپلمات در تهران حضور داشت، پس از بسته شدن سفارت انگلستان در ایران توسط حسین فاطمی و اخراج کارکنان آن به قبرس رفت و هدایت کودتا را از آن‌جا برعهده گرفت.
روزنامه‌های مطرح بریتانیا ازجمله گاردین به مدخلیت مؤثر وی در کودتا پرداخته‌اند.

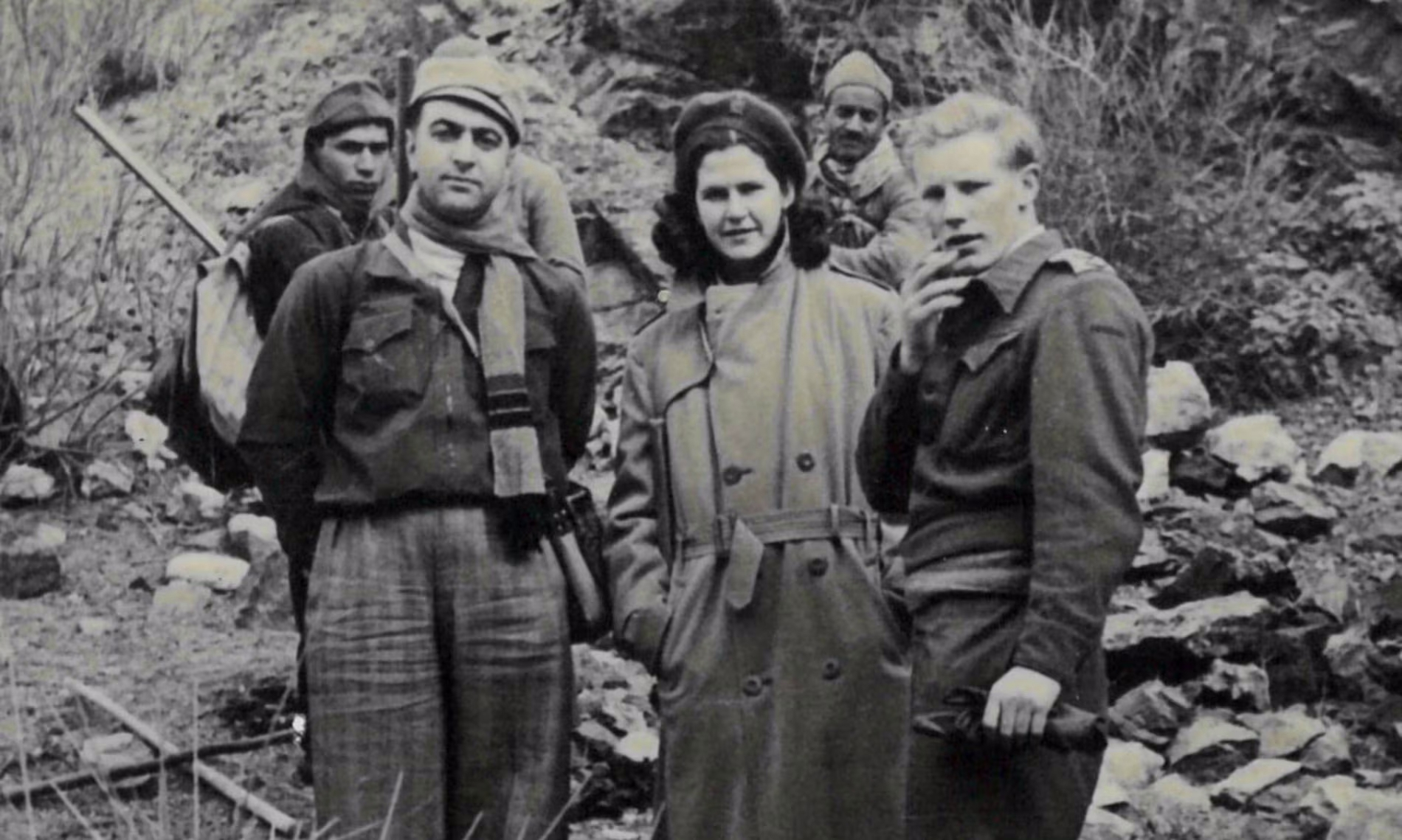
نورمن داربی‌شایر، سمت راست. به عنوان یک سرباز جوان در ایران. سال ۱۳۲۵ خورشیدی(1945 میلادی)

او پس از شکست کودتای ۲۵ مرداد ۱۳۳۲ و فرار محمدرضا پهلوی تسلیم نشد و طی برنامه‌ای به همراه اسدالله رشیدیان و برادران وی افراد دستمزدبگیر را روانهٔ خیابان‌های تهران کرد تا با هواداران مصدق مقابله کنند، سپس کافی بود افسران بلند پایهٔ ارتش شاهنشاهی را متقاعد کنند که به آرمان شاه بپیوندند.
موفقیت کودتا، داربی شایر را به پسر طلایی MI۶ تبدیل کرد و یک دهه بعد، ستاره او هنوز در حال درخشش بود. وی به تهران برگشته بود و به عنوان صدای بریتانیا در گوش شاه عمل می‌کرد و زندگی دلپذیری را در خانه بزرگ خود در شمال تهران داشت.
داربی‌شایر در ژوئن ۱۹۹۳ در حالی که مشغول چیدن چمن‌های خانه‌اش بود، سکته کرد و مُرد.